# دونالد تشارلز مارتن
دونالد تشارلز مارتن هو سياسي كندي، ولد في 1 فبراير 1849، وتوفي في 10 يناير 1888.